# Ljusdals IF
Ljusdals IF ist ein schwedischer Fußballverein aus Ljusdal in Hälsingland. Die Mannschaft spielte in ihrer Geschichte mehrere Spielzeiten in der zweithöchsten Spielklasse des Landes.

## Geschichte
Nachdem sich die Fußballmannschaft des am 9. Juni 1904 gegründeten Ljusdals IF ihr erstes Regelwerk erstanden hatte, nahm sie in weißen Jerseys und blauen Hosen den Spielbetrieb auf. Über schwarz-gelbe Trikots kam der Klub 1936 zu seinen aktuellen Vereinsfarben und tritt seither in gold-grüner Ausstattung an.
Die zunächst unterklassig antretende Mannschaft von Ljusdals IF etablierte sich nach ihrem Aufstieg in die Drittklassigkeit 1952 auf dem Spielniveau. Bereits zwei Jahre später wurde der Klub erstmals Vizemeister seiner Drittligastaffel, hatte aber auf Aufsteiger Skutskärs IF sieben Punkte Rückstand. 1958 wiederholte er diese Position, dieses Mal trennten ihn nur ein Punkt zu Fagerviks GF und dem Aufstieg in die zweite Liga. Zwar hielt er sich in den folgenden Jahren weitestgehend in der oberen Tabellenhälfte, erst 1965 spielte er jedoch erneut um den Aufstieg. Abermals trennte ihn ein Punkt hinter Söderhamns IF vom Erfolg. Im folgenden Jahr holte Ljusdals IF sich zwar den Staffelsieg, in den mittlerweile eingeführten Aufstiegsspielen scheiterte er jedoch an IF Friska Viljor.
In der Spielzeit 1967 wiederholte Ljusdals IF den Staffelsieg, dieses Mal reichte es zum Aufstieg. Der Liganeuling platzierte sich auf Anhieb hinter Sandvikens IF und Sandåkerns SK an dritter Stelle, hatte aber sieben Punkte Rückstand auf den Staffelsieger. In der Folge rutschte der Klub in der Tabelle ab und belegte in der Spielzeit 1970 den letzten Nicht-Abstiegsplatz. Im folgenden Jahr wurde der Klub schließlich Opfer einer Ligareform, als die Anzahl der Zweitligastaffel reduziert wurde und ein achter Tabellenplatz nicht zum Klassenerhalt genügte. Gemeinsam mit Sandåkerns SK, Lycksele IF, Bodens BK und Timrå IK den Gang in die Drittklassigkeit antretend, folgte bereits zwei Jahre später der Absturz in die vierte Liga.
Zur Spielzeit 1979 kehrte Ljusdals IF in die dritte Liga zurück und spielte Anfang der 1980er Jahre zeitweise um den Wiederaufstieg in die Zweitklassigkeit. 1985 stieg der Klub jedoch erneut ab und war im folgenden Jahr Opfer einer erneuten Ligareform, in deren Folge er in die Fünftklassigkeit zurückgestuft wurde. Damit verabschiedete sich der Klub vom höherklassigen Fußball und trat in den folgenden Jahren zeitweise nur noch siebtklassig an.